# (474099) 2016 LR7
(474099) 2016 LR7 es un asteroide perteneciente al cinturón de asteroides, descubierto el 18 de febrero de 2010 por el equipo del Spacewatch desde el Observatorio Nacional de Kitt Peak, Arizona, Estados Unidos.

## Designación y nombre
Designado provisionalmente como 2016 LR7.

## Características orbitales
2016 LR7 está situado a una distancia media del Sol de 2,995 ua, pudiendo alejarse hasta 3,140 ua y acercarse hasta 2,849 ua. Su excentricidad es 0,048 y la inclinación orbital 12,54 grados. Emplea 1893 días en completar una órbita alrededor del Sol.

## Características físicas
La magnitud absoluta de 2016 LR7 es 16,8.